# Barry Gordon
Barry Gordon (Brookline, 21 dicembre 1948) è un attore e doppiatore statunitense.

## Filmografia parziale

### Cinema
- Gangster cerca moglie (The Girl Can't Help It), regia di Frank Tashlin (1956)
- Il Cenerentolo (Cinderfella), regia di Frank Tashlin (1960)
- Le mani dell'assassino (Hands of a Stranger), regia di Newt Arnold (1962)
- La scuola dell'odio (Pressure Point), regia di Hubert Cornfield (1962)
- L'incredibile Murray - L'uomo che disse no (A Thousand Clowns), regia di Fred Coe (1965)
- Il fantasma ci sta (The Spirit Is Willing), regia di William Castle (1967)
- Double-Stop (1968)
- Out of It is, regia di Paul Williams (1969)
- Amore al primo morso (Love at First Bite), regia di Stan Dragoti (1979)
- Body Slam, regia di Hal Needham (1986)
- Repairs (1987)
- Grüne Wüste (1999)
- Losing Control, regia di Valerie Weiss (2011)

### Televisione
- The Jack Benny Program - show radio televisivo (1954 - 1961)
- Make Room for Daddy (The Danny Thomas Show dalla quinta all'undicesima stagione) - serie TV (1956)
- Sally - serie TV (1957)
- The Ann Sothern Show - serie TV (1958)
- General Electric Theater – serie TV, episodio 7x19 (1959)
- Richard Diamond (Richard Diamond, Private Detective) - serie TV (1959)
- Start Time (1959)
- Philip Marlowe – serie TV, episodio 1x15 (1960)
- Il carissimo Billy (Leave It to Beaver) - serie TV (1960)
- Alfred Hitchcock presenta (Alfred Hitchcock Presents) - serie TV (1960)
- Dennis the Menace - serie TV (1960)
- Thriller – serie TV, episodio 1x18 (1961)
- June Allyson Show (The DuPont Show with June Allyson) – serie TV, episodio 2x26 (1961)
- Il dottor Kildare (Dr. Kildare) - serie TV (1961)
- Sotto accusa (Arrest and Trial) – serie TV, episodio 1x06 (1963)
- Summer Playhouse - serie TV (1964)
- The Smothers Brothers Show - serie TV (1966)
- Love, American Style (Love, American Style oppure New Love, American Style) - serie TV (1969)
- The Don Rickles Show - serie TV (1972)
- Le pazze storie di Dick Van Dyke (The New Dick Van Dyke Show) - serie TV (1973 - 1974)
- Mannix - serie TV (1974)
- Kolchak: The Night Stalker - serie Tv (1974)
- The Bob Crane Show - sitcom (1975)
- Good Heavens - serie TV (1976)
- Buongiorno, dottor Bedford (The Practice) - serie TV (1976)
- Fish - serie Tv (1977 - 1979)
- L'incredibile Hulk (The Incredible Hulk) - serie TV (1979)
- Supertrain - serie TV (1979)
- Barney Miller - serie TV (1979 - 1982)
- Tre cuori in affitto (Three's Company) - serie TV (1980)
- Mr. & Mrs. Dracula - serie TV (1980)
- Good Time Harry - sitcom (1980)
- I'm a Big Girl Now - sitcom (1981)
- Warp Speed - serie TV (1981)
- The Perfect Woman - film TV, regia di Robert Emenegger e Allan Sandler (1981)
- Archie Bunker's Place - sitcom (1981 - 1983)
- Throb - serie TV (1987)
- CBS Summer Playhouse - serie TV (1988)
- Un nonno, quattro nipoti, un cane (A Family for Joe) - serie TV (1990)
- His & Hers - serie TV (1990)
- Civil Wars - serie TV (1992 - 1993)
- Star Trek: Deep Space Nine - serie TV, episodio 1x11 (1993)
- L.A. Law - Avvocati a Los Angeles (L.A. Law) - serie TV (1993 - 1994)
- NYPD - New York Police Department (NYPD Blue) - serie TV, 3 episodi (1994 - 2000)
- Il cane di papà (Empty Nest) - serie TV (1995)
- Over the Top - serie TV (1997)
- Caroline in the City - serie TV (1998)
- Arli$$ - serie TV (1999)
- Casa Hughleys (The Hughleys) - sitcom (1999 - 2000)
- Star Trek: Voyager - serie TV, episodio 7x20 (2001)
- Becker - sitcom (2002)
- Dragnet - serie TV (2003)
- Curb Your Enthusiasm - sitcom (2004 - 2005)
- Brothers & Sisters - Segreti di famiglia (Brothers & Sisters) - serie TV (2011)
- Forked Up (2015)
- NewsRap (2018–2019)

## Doppiaggio

### Serie animate
- Jabber Jaw (1976)
- Tarzan, signore della giungla (Tarzan, Lord of the Jungle) (1976 - 1979)
- The Kid Super Power Hour with Shazam! (1980)
- Meatballs e Spaghetti (Meatballs & Spaghetti) (1982)
- Pac-Man (1982 - 1983) - Inky
- Mighty Orbots (1984)
- Pole Position (1984)
- Gli Snorky (Snorks) (1984 - 1988) - Ciuffino
- I pronipoti (The Jetsons) (1985)
- I Puffi (The Smurfs) (1985) - Quattrocchi
- Tartarughe Ninja alla riscossa (Teenage Mutant Ninja Turtles) (1987 - 1996) - Donatello, Bebop
- Superman (1988)
- Mostri o non mostri... tutti a scuola (Gravedale High) (1990)
- Darkwing Duck (1991)
- Space Cats (1991)
- Il Cucciolo Scooby-Doo (A Pup Named Scooby-Doo) (1991)
- Tom & Jerry Kids (nella prima stagione intitolata anche Tom & Jerry Kids Show) (1992)
- Droopy: Master Detective (1993)
- Batman (Batman: The Animated Series oppure Batman TAS)[1] (1993)
- Swat Kats (SWAT Kats: The Radical Squadron) (1993 - 1994)
- La Pantera Rosa (The Pink Panther) (1995)
- Aaahh!!! Real Monsters[1] (1997)
- Teenage Mutant Ninja Turtles - Tartarughe Ninja (Teenage Mutant Ninja Turtles e dalla quinta stagione Tales of the Teenage Mutant Ninja Turtles)[1] (2012 - 2017)

### Film d'animazione
- Christmas Comes to Pac-Land (1982)
- Gallavants (1984)
- Le avventure di un coniglio americano (The Adventures of the American Rabbit) (1986) - Coniglio americano

## Doppiatori italiani
- Felice Invernici in Tartarughe Ninja alla riscossa (Donatello)
- Stefano Albertini in Tartarughe Ninja alla riscossa (Bebop)
- Marco Guadagno in I Puffi (Quattrocchi)
- Gianni Williams e Gaetano Varcasia in Snorky (Ciuffino)